# Кеслерово попче
Кеслерово попче (Ponticola kessleri) е вид лъчеперка от семейство Попчеви (Gobiidae).

## Разпространение
Видът е разпространен в България, Молдова, Румъния и Украйна.